# إزرائيل كروز
إزرائيل كروز (بالإنجليزية: Israel Cruz)‏ هو مغني ومنتج أسطوانات وملحن أسترالي، ولد في 1983 في كيزون في الفلبين.

## وصلات خارجية
- إزرائيل كروز على موقع ميوزك برينز (الإنجليزية)
- إزرائيل كروز على موقع ديسكوغز (الإنجليزية)